# Elizabeth Carruthers
Elizabeth Ann Carruthers (Edmonton, 14 de septiembre de 1951) es una deportista canadiense que compitió en saltos de trampolín. Ganó dos medallas en los Juegos Panamericanos, oro en 1971 y plata en 1975.

## Palmarés internacional
| Juegos Panamericanos | Juegos Panamericanos      | Juegos Panamericanos | Juegos Panamericanos |
| Año                  | Lugar                     | Medalla              | Prueba               |
| -------------------- | ------------------------- | -------------------- | -------------------- |
| 1971                 | Cali (Colombia)           | Medalla de oro       | Trampolín 3 m        |
| 1975                 | Ciudad de México (México) | Medalla de plata     | Trampolín 3 m        |